# デザインパターン (建築)
デザインパターンは、建築家であるクリストファー・アレグザンダーが建築技法として形にしたアイデアである。建築におけるデザインパターンにおいては、建物や市街の設計を、いくつかの断片的な過去の設計を張り合わせていくことによって行う。パターンやサンプルを収集するのは新しい考えではないが、パターンの収集は、個々のパターンを語彙とするパターン言語を作ることである、と考えることができる。
パターン言語の考え方は建築の分野ではあまり大きな反響を起こさなかったが、情報技術の分野では多くの人々に深い影響を与えた。

## ペーヴメントデザイン
ペーヴメントデザイン (pavementdesign) とは、都市・建築デザインでデザインパターンを伴う舗装面、地面の装飾を指す。道路、街路、公園、駐車場等の舗装面、地面が対象になるが、基本事項として機能性、バリアフリー概念の適用、さらに快適に利用可能な空間創造、周辺環境との調和を目指したデザインとして、その素材、色彩、装飾等が考慮される。